# Dressage

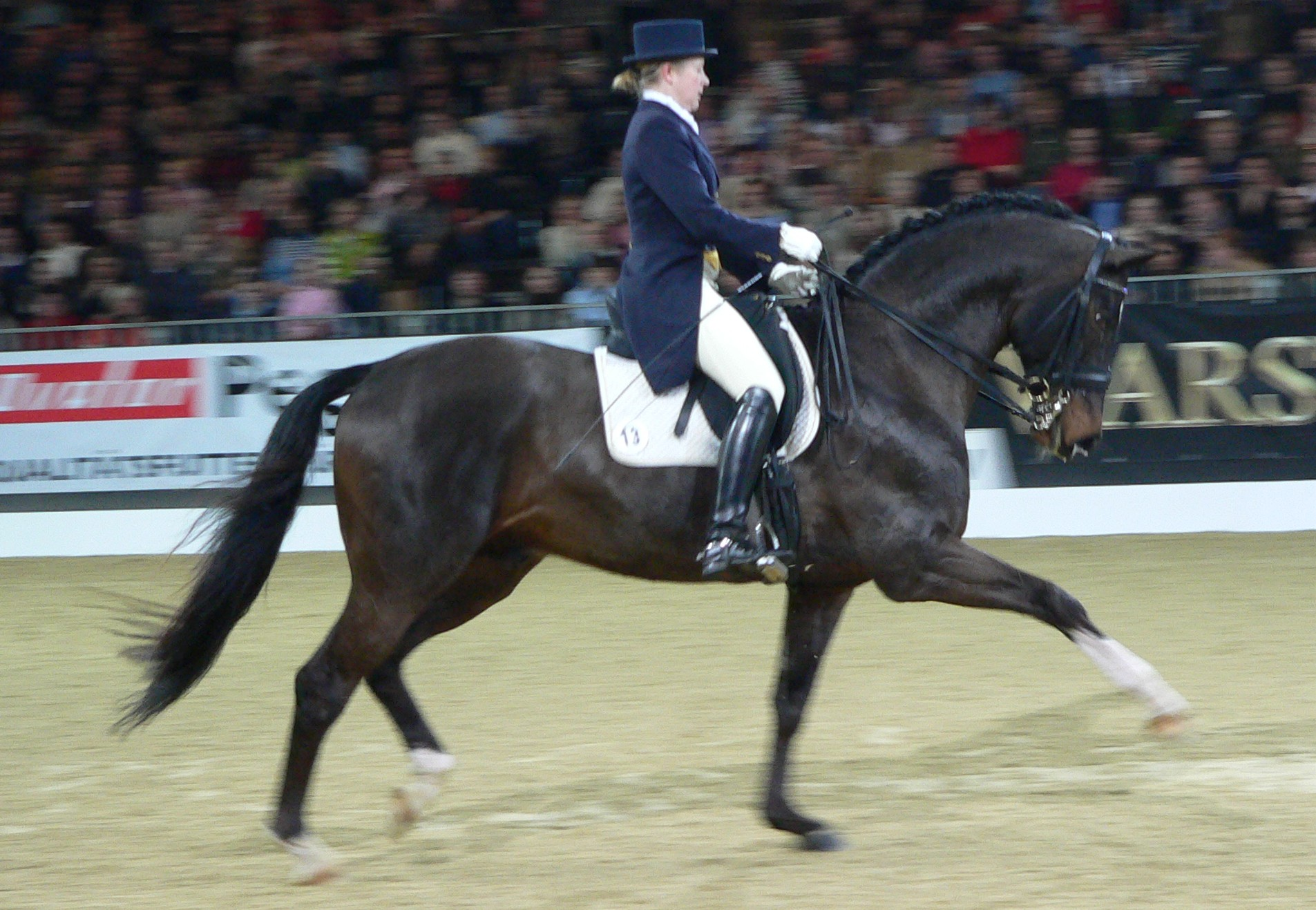
dressage

Il dressage (o addestramento; dal francese: raddrizzamento/addestramento) è una disciplina equestre olimpica  che viene anche chiamata gara di addestramento, in quanto cavallo e cavaliere eseguono movimenti prevalentemente geometrici (detti arie) su un campo di forma rettangolare, di dimensioni 20x40 metri per le gare di basso livello e 20x60 in quelle di livello medio/alto.
Il dressage è uno sport olimpico dal 1912 e paralimpico dal 1996.

## Disposizione del rettangolo
Sui lati sono disposte delle lettere a distanze fisse che suddividono i lati corti in due parti della lunghezza di dieci metri (lettere A e C).
Nei rettangoli di dimensione 20x40 i lati lunghi sono per semplicità divisi da sole tre lettere ciascuno: la E e la B identificano la metà del lato (20m). A distanza di sei metri dal lato corto sono poste la F e la K dal lato della lettera A, mentre dal lato della C si trovano le lettere M e H.
Nei rettangoli di dimensione 20x60 i lati lunghi sono suddivisi come sopra, ma ovviamente le lettere B ed E sono poste a 30m dal lato corto, mentre tra le lettere F-B, M-B, H-E, K-E sono poste le lettere, nell'ordine, P, R, S, V.
Tutte le lettere menzionate sopra sono segnate all'esterno del rettangolo. Il punto di intersezione tra la linea A-C (parallela ai lati lunghi) e i segmenti paralleli ai lati corti identifica ulteriori punti, che non vengono segnalati. Partendo da quello più vicino alla lettera A (intersezione con F e K) si identificano le lettere: D, L, X, I, G.

## Categorie didressage
Vi sono diverse categorie:
- la E (elementare),
- la F (facile),
- la M (media)
- la D o il GRAN PREMIO (difficile)

Esse vengono poi ulteriormente classificate con dei numeri che aumentano con la difficoltà, per esempio  F200, E210, M300 e così via.

Il livello più alto è quello della riprese Grand Prix e Grand Prix Special, eseguite anche alle olimpiadi. In esse sono richiesti movimenti "speciali", il piaffer e il passage, in cui si richiede un rilevamento degli arti del cavallo. Infatti per l'esecuzione corretta di un "piaffer" il cavallo deve trottare sul posto riunendo al massimo le falcate. Eseguendo, invece, un passage, il trotto è molto riunito, ma non esegue l'esercizio sul posto, bensì avanzando.

## Figure didressage
Il binomio cavallo-cavaliere deve dunque compiere delle figure prestabilite, determinate dalla FISE, precedentemente imparate a memoria (è però possibile dettare la ripresa fino a determinate categorie, ma il cavaliere resta il solo responsabile di eventuali errori).

Vi sono tre o più giudici che attribuiscono a ogni figura un voto da 1 a 10 e un'eventuale spiegazione. Per esempio: in A, circolo di 20 metri di diametro, voto 6, groppa alta, storto.

Chiaramente, la spiegazione deve essere estremamente tecnica e precisa in modo da permettere al cavaliere di correggerla con il lavoro futuro.

I voti sono molto simili a quelli scolastici: vanno infatti dall'1 al 10 e la sufficienza è 5. Il voto totale, dato dalla somma dei voti di tutti i giudici (verrà poi scritto voto tot/n° giudici, per esempio 25/3), viene poi utilizzato all'interno di calcoli molto complessi per ottenere la percentuale. In questi calcoli influiscono gli eventuali coefficienti (ad esempio, in alcune riprese il passo allungato ha coefficiente 2, per cui un voto 6 vale 12), e i punti d'insieme: essi valutano andature, impulso, collaborazione del cavallo, assetto e uso degli aiuti da parte del cavaliere.

Tutte queste voci hanno coefficiente 2, per cui sono fondamentali per ottenere una buona percentuale. La sufficienza è il 50%, per la firma per il passaggio di grado è necessario almeno un 55%, una buona ripresa si ha dal 60% in su.

Il record mondiale di percentuale è il 97,975 ottenuto dal binomio composto dall'inglese Charlotte Dujardin su Valegro al Reem Acra di Londra 2013.

## Kur (o freestyle)
Nel dressage esiste anche la Kur, nota anche come freestyle.

Il cavaliere deve eseguire una ripresa da lui creata che contenga i movimenti obbligatori della categoria, il tutto accompagnato da musica. Il ritmo della musica deve seguire il più possibile il ritmo del cavallo, nelle varie andature, per cui anche in una ripresa E devono essere presenti tutte e 3 le andature: passo, trotto e galoppo e nelle categorie più elevate piaffè , passage o anche la piroetta.

Nelle KUR a partire dalla categoria M, è giudicato il calcolo del rischio: spetta al cavaliere decidere se eseguire una ripresa facile o complessa, a suo rischio o a suo guadagno. Eseguire discretamente una ripresa difficile dà più punti che eseguire molto bene una facile.

È valutata anche la scelta della musica, che può essere di ogni genere ma preferibilmente non cantata. Creare la colonna sonora per una KUR da olimpiadi può costare qualche migliaio di euro, visto che i campioni si fanno comporre le musiche appositamente da musicisti e ne utilizzano più di 5 diverse. L'interpretazione e scelta della musica è valutata dai giudici.

## Tenuta dadressage
La tenuta da dressage è decisa dal regolamento FEI (che poi viene ripreso dal regolamento FISE) ed è composta da:
- giacca nera o scura;
- pantaloni bianchi;
- camicia o lupetto bianchi con plastron (specie di foulard bianco con spilla) o cravatta;
- Cap (casco) reso obbligatorio ormai in tutte le categorie (precedentemente per le categorie più alte era previsto il cilindro o la bombetta);
- guanti bianchi o dello stesso colore della giacca;
- speroni, facoltativi per i pony;
- stivali neri o dello stesso colore della giacca;
- gli atleti di Forze Armate, Carabinieri, corpi di Polizia, Corpo Forestale dello Stato montano con la divisa del reparto rappresentato.

Il frustino è ammesso solo nelle categorie dalla F in poi ma non è ammesso in campionati, coppe o trofei. Il frac è ammesso nelle categorie M, D, non è ammesso nelle categorie E, F ed è obbligatorio nelle categorie D.
I finimenti del cavallo sono:
- filetto o imboccatura (morso e filetto) obbligatorio dalla categoria D;
- sella tipo inglese;
- non sono accettate le fasce o le protezioni in campo gara;
- cuffia (solo se autorizzata dalla giuria);

## Razze equine
La razza più utilizzata nel dressage è l'Hannover, un cavallo con bei movimenti, corpo armonioso e buon carattere.
Uno dei più grandi stalloni di dressage è Totilas.
Nel 2007, oltre ai risultati della campionessa Elena Garbarino, campionessa d'Italia nonché europea in carica nella categoria young rider, l'Italia ha conseguito le medaglie d'oro e di bronzo europee a squadre a livello giovanile.